# Mark I (танк)
Mark I — британский тяжёлый танк периода Первой мировой войны. Разработан в 1916 году. Первый в истории танк, применённый в боевых действиях (15 сентября 1916 года, Битва на Сомме). Родоначальник семейства британских «ромбовидных» танков.

## История создания и производства
К началу 1915 года Первая мировая война начала входить в позиционную стадию. По обе стороны фронта противники укрылись в окопах, под рядами колючей проволоки и вооружились пулемётами. Любая атака стоила огромных потерь, несоизмеримых с достигаемыми результатами. Многие военные понимали, что бронированные боевые машины могли бы решить эту проблему. К тому же, на фронтах уже действовали многочисленные и весьма разнообразные бронеавтомобили, успехи которых только подтверждали вышеупомянутое высказывание. Однако проходимость тяжёлых броневиков оставляла желать много лучшего.
Среди прочего, военные инженеры предлагали использовать вместо колёсного автомобильного шасси гусеничное. Тракторы с гусеничным движителем к тому времени уже активно производились в различных странах (преимущественно — в США), и их технологии в целом были отработаны. В военные институты Великобритании начали поступать проекты разнообразных боевых машин на гусеничном ходу. Так, ещё в ноябре 1914 года управляющий пороховой компании в Чильворте капитан Туллок направил в Комитет имперской обороны предложение о постройке некоего «сухопутного крейсера». В декабре того же года адмирал Бэкон разработал «мостовой трактор для преодоления заграждений», а ещё чуть позже коммодор Мюррей Суэттер попытался продвинуть самоходный пехотный броневой щит на гусеничной платформе разработки компании Pedrail Transport Company («Педрэйл Транспорт»). Последний проект даже был испытан в феврале 1915 года, хотя и в весьма общем виде (трактор постройки «Педрэйл Транспорт» со щитом), и по результатам испытаний признан бесперспективным.
В итоге, весной 1915 года при британском Адмиралтействе был создан специализированный «Комитет по сухопутным кораблям». Создание этого института курировала Военно-морская авиационная служба (англ. Royal Naval Air Service, сокр. RNAS), которая была весьма заинтересована в бронированных боевых машинах для охраны своих континентальных береговых баз. Главой комитета стал директор Управления морского строительства Юстас Теннисон Д’Энкур.
Решение о постройке танков было принято в 1915 году, окончательно первая модель танка (танком, то есть «баком» её назвали для того, чтобы дезинформировать противника при перевозке по железной дороге) была готова в 1916 году, когда прошла испытания и первый заказ на 100 машин поступил в производство. Это был танк Mk.1 — довольно несовершенная боевая машина, выпускавшаяся в двух модификациях — «самка» (англ. Female; только с пулемётным вооружением) и «самец» (Male; пулемёты и две 57-мм пушки).

## Описание конструкции
Mark I имел необычную ромбовидную форму, которая должна была дать наибольшую длину гусеницы, что позволяло преодолевать широкие окопы, которые преобладали на полях сражений Первой мировой войны. Применения этой схемы делало невозможным размещение оружия в башнях (из-за слишком большой итоговой высоты). Поэтому основное вооружение было размещено в спонсонах по бокам танка.
Mark I имел компоновку без чёткого разделения танка на отделения: двигатель с трансмиссией проходили через большую часть длины танка, занимая основную часть внутреннего пространства. По бортам от двигателя и трансмиссии располагались проходы и служившие для размещения вооружения спонсоны, а в лобовой оконечности корпуса находилось отделение управления. Экипаж танка состоял из восьми человек. Командир танка, обычно младший лейтенант или лейтенант, также выполнявший функции стрелка из лобового пулемёта и порой — помощника водителя и сам водитель размещались в отделении управления слева и справа, соответственно. В каждом из спонсонов располагались наводчик и заряжающий (на «самцах»), либо два пулемётчика (на «самках»), а в проходах в кормовой половине корпуса находились двое помощников водителя. Порой в экипаж добавлялся девятый член, задачей которого было, находясь в корме танка, у радиатора, из личного оружия оборонять кормовой сектор танка от пехоты. «Самец» имел массу около 28,5 тонн и на вооружении имел пулемёт и две пушки 57-мм. «Самка» весила на тонну меньше и на вооружении имела лишь пулемёты.

### Вооружение
На танках-«самцах» основное вооружение составляли две нарезные 57-мм пушки модели Six Pounder, Single Tube. Являвшиеся разработанным в 1915 году сухопутным вариантом скорострельного морского орудия, принятого на вооружение в 1885 году, 57-мм орудия имели вертикальный клиновой затвор, гидравлический откатник и пружинный накатник. Длина ствола орудия составляла 40 калибров / 2280 мм. Орудия размещались в спонсонах танка на тумбовых установках, с вращающейся частью которых были связаны закрывавшие амбразуру спонсона цилиндрические щиты. Наведение орудия осуществлялось при помощи простейшего плечевого упора, без каких-либо механизмов; при этом, так как наводчик с каждого борта находился слева от орудия, его положение ограничивало углы горизонтального наведения до 0…110° с правого борта и 245…355° с левого. Для наводки орудия на цель служил простейший телескопический прицел. Боекомплект орудий составлял 334 унитарных выстрела, размещавшихся в укладках в нижней части спонсонов и стеллажах между их боковыми стенками. Единственным изначально доступным снарядом к ним был осколочно-фугасный, с пороховым зарядом и донным взрывателем. Начальная скорость этих снарядов составляла 554 м/с, а максимальная дальность стрельбы ими — 6860 м, хотя эффективная ограничивалась приблизительно 1800 метрами. Максимальная скорострельность орудий составляла 15—20 выстрелов в минуту.
Позади пушек в спонсонах «самцов» размещались два 7,7-мм пулемёта «Гочкисс» M1909 с воздушным охлаждением ствола. Кроме этого, на танках обоих вариантов один такой пулемёт размещался в лобовой части танка и обслуживался командиром, и в некоторых случаях ещё один пулемёт устанавливался в корме танка. Все пулемёты «Гочкисс» были съёмными и вели огонь через амбразуры, закрывавшиеся в остальное время броневыми крышками. На танках варианта «самка» место 57-мм пушек и пулемётов «Гочкисс» в спонсонах занимали четыре 7,7-мм пулемёта «Виккерс». Эти пулемёты имели водяное охлаждение стволов, закрывавшихся броневыми кожухами и размещались на тумбовых установках с поворотными щитами, схожих с установками 57-мм орудий. Углы наведения пулемётов были выбраны таким образом, чтобы обеспечивать им в сумме почти круговой обстрел, ограниченный лишь далеко выдающимися гусеницами танка. Боекомплект пулемётов составлял 5760 патронов для «самцов» или 30 080 патронов для «самок», в лентах по 320 штук. Кроме этого, каждый член экипажа имел револьвер, для стрельбы из которых в различных частях танка имелись закрывавшиеся броневыми крышками порты. Из-за малой подвижности танка и ограниченных секторов обстрела его основного вооружения, личному оружию экипажа отводилась важная роль в ближней обороне танка.

### Средства наблюдения и связи
Основным средством наблюдения за местностью для командира и водителя являлись смотровые лючки в верхнем лобовом листе корпуса, закрывавшиеся броневыми крышками, которые могли открываться или закрываться полностью, либо оставлять узкую смотровую щель. Кроме этого у командира и водителя имелись перископические смотровые приборы в крыше рубки, но из-за затруднительности их использования в боевых условиях, от них вскоре отказались. Остальные члены экипажа имели в своём распоряжении лишь смотровые щели в различных частях танка. С внутренней стороны щели закрывались защитным стеклом, но последнее легко разбивалось при обстреле и танкисты часто получали ранения от осколков или брызг свинца через открытые щели.
Каких-либо средств внутренней связи в танке не имелось, как и штатных средств внешней. Для внешней связи испытывались различные способы — сигналы флажками, лампой и подобными средствами, однако в условиях плохой видимости на поле боя и особенно изнутри других танков они оказывались малоэффективными; на некоторых танках применялась голубиная почта, но голуби плохо переносили условия внутри танка и часто гибли. Предпринимались попытки использовать телефонную связь через прокладываемый танком кабель, но длина последнего оказывалась совершенно недостаточной. Единственным надёжным, но крайне опасным средством была связь через пеших посыльных.

### Двигатель и трансмиссия
На Mark I устанавливался рядный 6-цилиндровый бесклапанный бензиновый карбюраторный двигатель водяного охлаждения, марки Daimler/Knight. Имея рабочий объём в 13 литров, двигатель развивал максимальную мощность в 105 л. с. при 1000 об/мин. Двигатель устанавливался на раме в средней части корпуса, вдоль продольной оси танка. Два топливных бака, ёмкостью 114 литров каждый, размещались по бортам от рубки в самой верхней части танка, так как бензин подавался в двигатель самотёком. При сильном наклоне танка во время движения, подача топлива могла прерываться, и тогда одному из членов экипажа приходилось вручную переливать бутылкой бензин из бака в карбюратор. Радиатор системы охлаждения двигателя размещался в корме танка слева, а выхлопные трубы выводились на крышу и не имели глушителей.
В состав трансмиссии Mark I входили:
- Карданный вал
- Главный фрикцион по типу конуса на феродовой подкладке
- Двухступенчатая механическая, со скользящими шестернями, главная коробка передач
- Червячный редуктор
- Дифференциал
- Две бортовые двухступенчатые механические коробки передач, объединённые с дифференциалом
- Два ленточных тормоза
- Две цепные передачи
- Два однорядных шестерёнчатых редуктора

В управлении трансмиссией принимали участие одновременно 3—4 человека: водитель, управлявший главным фрикционом и коробкой передач, а также координировавший действия остальных; командир танка, управлявший бортовыми тормозами и один или оба помощника водителя, отвечавших за бортовые коробки передач.

### Ходовая часть
Задние колёса предназначались для управления танком. В одном из боёв колёса отстрелили, но танк не потерял управляемости. После этого задние колёса на танки не устанавливали.

## Боевое применение
Танк поступил на вооружение в августе 1916 года. Впервые был использован английской армией против немецких войск 15 сентября 1916 года во Франции, в «Битве на Сомме». В ходе боя выяснилось, что конструкция танка недостаточно отработана — из 49 машин, которые англичане подготовили для атаки, на исходные позиции выдвинулось только 32 (17 танков вышли из строя из-за неполадок), а из этих тридцати двух, начавших атаку, 5 застряло в болоте и 9 вышли из строя по техническим причинам. Тем не менее, даже оставшиеся 18 танков смогли продвинуться вглубь обороны на 5 км, причём потери англичан в этой наступательной операции оказались в 20 раз меньше обычных.
Танк преодолевал проволочные заграждения и траншеи шириной 2,7 метра. Броня держала попадания пуль и осколков снарядов, но не могла выдерживать прямого попадания снаряда.
Хотя из-за малого количества танков фронт не удалось прорвать окончательно, новый вид боевой техники показал свои возможности и выяснилось, что танки имеют большое будущее. В первое время после появления танков на фронте, немецкие солдаты боялись их панически.
В 1917 году танки Mark 1, использовавшиеся в танковой школе, были усовершенствованы (были убраны островерхая крыша и задние рулевые колёса) и отправлены в Палестину. Войска в Газе получили эти танки вместо обещанных новых танков Mk III. Так как немецкие союзники уже сообщили о танках туркам, те не испугались появления этих машин на поле боя и даже смогли с помощью артиллерии подбить несколько танков. В результате британцам пришлось срочно менять тактику применения этих машин. Несмотря на то, что эти машины не повлияли на ход войны на Ближнем Востоке, после изменения тактики они действовали довольно эффективно.

## Сохранившиеся экземпляры
- Единственный сохранившийся образец находится в танковом музее в Бовингтоне.

## Оценка проекта
| Страна | Страна         | Модель | Модель           | Вооружение                     | Мощность двигателя | Скорость | Экипаж     | Бронирование |
| ------ | -------------- | ------ | ---------------- | ------------------------------ | ------------------ | -------- | ---------- | ------------ |
|        | Великобритания |        | Mark I («самец») | 2×57-мм пушки 4×8-мм пулемёта  | 105 л. с.          | 6 км/ч   | 8 человек  | 12 мм        |
|        | Франция        |        | CA-1 Шнейдер     | 1×75-мм пушка 2×8-мм пулемёта  | 55 л. с.           | 7,5 км/ч | 7 человек  | 11,5 мм      |
|        | Германия       |        | A7V              | 1×57-мм пушка 6×8-мм пулемётов | 2×100 л. с.        | 16 км/ч  | 16 человек | 30 мм        |

## Галерея
- «Самец» (пулемёт и две 57-мм пушки)
- Mark I в камуфляжной раскраске Соломона Соломона, 1916 год
- Английский танк, готовый пересечь траншею, 1917 год